# Глупые попки и горячие трусишки
«Глупые попки и горячие трусишки» (итал. Spogliamoci Cosi Senza Pudor, вариант перевода: «Разденьтесь без стыда») — итальянская эротическая кинокомедия, снятая в 1976 году с участием Урсулы Андресс. Режиссёр — Серджо Мартино, фильм является продолжением его комедии «40 градусов в тени под одеялом».

## Сюжет
Сюжет картины составили четыре самостоятельных новеллы, снятые в жанре эротических киноанекдотов. В центре первой истории — частный детектив, выслеживающий жену по заказу своего клиента. Во второй новелле молодой человек оказывается членом женской команды по футболу. В третьей истории — амурные приключения, поджидавшие вора, решившего проникнуть в богатый дом в запертом шкафу. Четвёртая новелла о знатной даме, пытавшейся лечь в постель со своим любовником в день смерти соседа.

## В ролях
- Урсула Андресс — Марина Дзенаро
- Барбара Буше — Иоланта Ганди
- Джонни Дорелли — Марко Антониони
- Альберто Лионелло — Джанни Ганди
- Альдо Маччоне
- Энрико Монтесано
- Джанрико Тедески
- Бренда Уэлч
- Надя Кассини
- Нинетто Даволи
- Адриано Амидей Мильяно
- Джанфранко Барра
- Армандо Бранчиа
- Риа Де Симоне
- Серджо Ди Пинто